# Lagos da Beira
Lagos da Beira is een plaats (freguesia) in de Portugese gemeente Oliveira do Hospital en telt 912 inwoners (2001).